# ベヌステ・ニョンガボ
ベヌステ・ニョンガボ（Vénuste Niyongabo、1973年12月9日- ）は、ブルンジの陸上競技選手。アトランタオリンピックの男子5000m金メダリストである。

## 経歴
ニョンガボは、ブルンジ南部のツチ族の出身。1992年に出場した世界ジュニア選手権の1500mで2位となるものの、翌年の世界選手権では1500mで準決勝敗退という結果に終わった。しかし、その後、ニョンガボはすぐに1500mで世界のトップランナーに成長する。1994年、1995年にはいくつものメジャータイトルを獲得した。1995年の世界選手権では、1500mで、アルジェリアのヌールディン・モルセリ、モロッコのヒシャム・エルゲルージに次いで3位となり銅メダルを獲得した。
1996年アトランタオリンピックは、ニョンガボの祖国ブルンジが、初めてオリンピックに参加する大会であった。この大会、ニョンガボは1500mでの下馬評が高かったが、自ら出場を取りやめた。理由は、ニョンガボと同じブルンジのデュードネ・クイゼラに1500mの出場を譲るためであった。クイゼラはかつては世界のトップアスリートであったにもかかわらず、ブルンジがIOCに加盟していなかったため、ソウル、バルセロナとオリンピックに出場できなかった選手であった。ニョンガボは代わりに、それまで2回しか走ったことがない5000mに出場した。この出場競技の交代が功を奏し、ニョンガボは、ラスト1周、1500mのスピードを生かしたスパートで、番狂わせとなる金メダルを獲得した。
アトランタの後、ニョンガボは度重なる故障のため、かつてのような活躍ができなくなる。2000年シドニーオリンピックでは5000mに出場するも、予選で15位と惨敗してしまった。

## 自己ベスト
- 800m - 1:45.13 (1994年)
- 1500m - 3:29.18 (1994年)
- 1マイル - 3:46.70 (1997年)
- 5000m - 13:03.29 (1996年)

## 主な実績
| 年   | 大会                     | 場所                       | 種目    | 結果 | 記録           |
| ---- | ------------------------ | -------------------------- | ------- | ---- | -------------- |
| 1992 | 世界ジュニア陸上選手権   | ソウル(韓国)               | 1500m   | 2位  | 3分38秒59      |
| 1993 | 世界陸上選手権           | シュトゥットガルト(ドイツ) | 1500m   | -    | 13分42秒34(sf) |
| 1994 | IAAFグランプリファイナル | パリ(フランス)             | 1500m   | 2位  | 3分41秒72      |
| 1995 | 世界陸上選手権           | イェーテボリ(スウェーデン) | 1500m   | 3位  | 3分35秒56      |
| 1996 | オリンピック             | アトランタ(アメリカ合衆国) | 5000m   | 1位  | 13分07秒96     |
| 1997 | IAAFグランプリファイナル | 福岡(日本)                 | 1マイル | 3位  | 4分04秒95      |
| 2000 | オリンピック             | シドニー(オーストラリア)   | 5000m   | -    | 13分49秒57(sf) |